# Ragnarok Online 2: Legend of the Second
Ragnarok Online 2: Legend of The Second (кор. 라그나로크 온라인 2: Legend of the Second) ремейк Ragnarok Online 2: The Gate of the World (кор. 라그나로크 온라인 2: The Gate of the World) в жанре MMORPG созданная Gravity Corp. как сиквел для популярной MMORPG, Ragnarok Online. Дата выхода игры 1 мая 2013 года.

## Профессии
Профессии Ragnarok Online 2: Legend of the Second во многом похожи на своего предшественника, Ragnarok Online.
| Мечник       | Мечник | Вор       | Вор    | Лучник   | Лучник  | Послушник | Послушник | Маг       | Маг    |
| Второй класс |        |           |        |          |         |           |           |           |        |
| Рыцарь       | Воин   | Разбойник | Убийца | Рейнджер | Охотник | Священник | Монах     | Волшебник | Мудрец |

Мирные профессии
| Алхимик | Алхимик | Портной | Портной | Повар | Повар | Кузнец | Кузнец |

## Разработка и поддержка игры
31 августа 2010 года было объявлено о начале закрытого бета-теста для всех участников тестирования предыдущей версии игры Ragnarok Online 2: The Gate of the World.
25 января 2011 года Gravity Corp. провела ряд 4-дневных «R-Care» тестов, которые были направлены на полную проверку стабильности игры перед стартом масштабного закрытого бета-тестирования.
22 февраля 2012 года началось открытое бета-тестирование игры.
4 ноября 2012 года появилась первая информация о том, что в декабре того же года планируется запуск первого англоязычного сервера.
6 января 2013 года был открыт первый сервер в SEA регионе, издателем выступила компания AsiaSoft совместно с PlayPark.
18 апреля 2013 года началось открытое бета-тестирование на североамериканском сервере, там игру издавала компания WarpPortal. А уже 1 мая игра была добавлена в сервис цифрового распространения компьютерных игр и программ Steam.
28 августа 2013 года компания Lyto открыла сервер в Индонезии.
После невероятно быстрого распространения игры и, открытия серверов почти во всех возможных регионах, игра так же быстро начала терять популярность. 23 декабря 2013 года Gravity объявило о закрытии корейских серверов Ragnarok Online 2. Основной причиной стало отсутствие игроков. Таким образом корейский сервер игры не просуществовал и 2 года. И так и не смог заменить первую часть игры, которая работает уже на протяжении 12 лет.
9 октября 2014 года, через 10 месяцев после закрытия корейского сервера, и после все тех же 1 года и 10 месяцев после старта, закрываются SEA сервера игры. Все персонажи однако будут перенесены на сервера других регионов. Основной причиной все так же была объявлена недостаточная популярность игры.